# Оулайнен
О́улайнен (фин. Oulainen швед. Oulais) — город в провинции Северная Остроботния в Финляндии.
Численность населения составляет 7 904 человек (2010). Город занимает площадь 597,56 км² из которых водная поверхность составляет 10,02 км². Плотность населения — 13,45 чел/км².

## Известные уроженцы и жители
- Вихрияля, Ханна (род. 1974) — финский скульптор